# Мец-Сепасар
Мец-Сепасар (арм. Մեծ Սեպասար) — населенный пункт в Армении. Находится в Ширакской области. С октября 2016 года входит в состав общины Ашоцк. Местное население — в основном переселенцы из Алашкерта село Молеслман. переселились в 1823г. Переселенцы из Молеслмана основались в разных регионах в Армению, Шарчапет, Ланджик и Мец Сепасар они почти все родом из одной сёл  (Молеслман)